# Spoorlijn 114 (België)
Spoorlijn 114 was een Belgische spoorlijn die Zinnik met Houdeng-Goegnies verbond. Deze korte spoorlijn was 13,6 km lang, enkelsporig en werd nooit geëlektrificeerd.

## Geschiedenis
De lijn werd geopend op op 7 augustus 1876. Op 4 oktober 1959 werd het reizigersverkeer opgeheven. Goederenverkeer werd nog een tijd gehandhaafd op het baanvak Zinnik - Roeulx tot 1967 of 1968 en op het baanvak Zinnik - Zinnik-Groeven tot in 1978 of 1979. Van 1965 tot 1969 werden de sporen tussen Roeulx en Trieu-à-Vallée opgebroken, van 1970 tot 1971 op het baanvak Zinnik-Groeven - Roeulx. Tussen Trieu-à-Vallée en Houdeng-Gougnies in 1980 en tussen Zinnik - Zinnik-Groeven in 1988. Enkel een korte sectie ten oosten van het station Zinnik is nog aanwezig en opvallend genoeg voorzien van elektrificatie.

## Aansluitingen
In de volgende plaatsen was er een aansluiting op de volgende spoorlijnen:
Zinnik
Spoorlijn 96 tussen Brussel-Zuid en Quévy
Houdeng-Goegnies
Spoorlijn 107 tussen Écaussinnes en Y Saint-Vaast